# Henryk Skolimowski
Henryk Skolimowski (4. května 1930, Varšava, Polsko – 6. dubna 2018) byl polský filosof.
Vystudoval techniku, muzikologii a filosofii ve Varšavě. Roku 1964 získal na Oxfordské univerzitě titul Ph.D. z filosofie. Specializoval se na logiku a filosofii jazyka. Dnes je považován za předního myslitele v oblasti ekofilosofie.